# 아헨

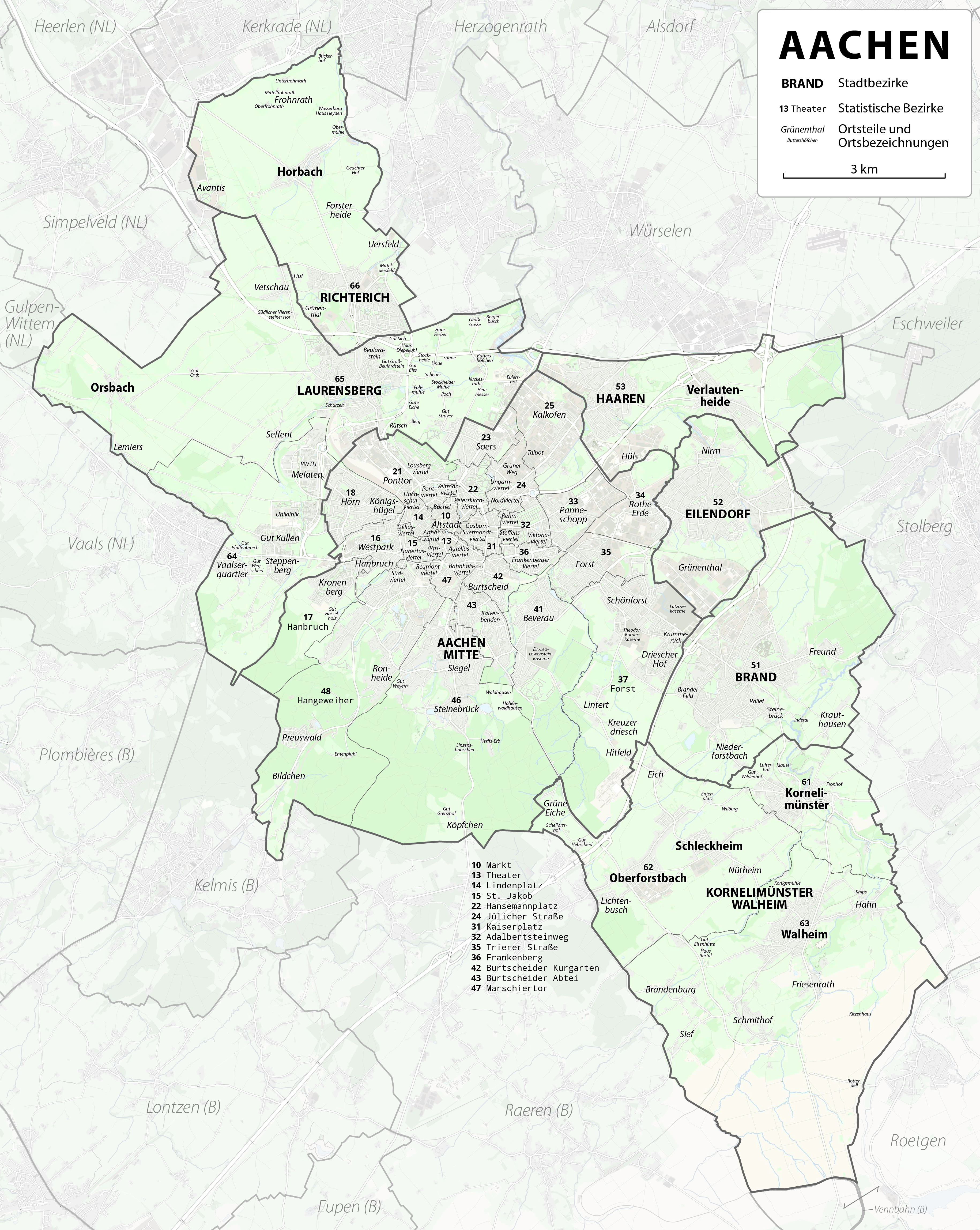

아헨(독일어: Aachen 듣기 (도움말·정보))은 독일의 서쪽인 노르트라인베스트팔렌주에 속하는 도시이며 그 중에서도 가장 서쪽에 자리하고 있는 국경도시이다. 인구는 252,136명으로 속한 주에서는 13번째로, 독일 전 국토에서는 27번째로 인구가 많다. 프랑스어로는 엑스라샤펠(프랑스어: Aix-la-Chapelle), 네덜란드어로는 아컨(네덜란드어: Aken)이라고 한다.
근처로 아이펠 고원과 부름강을 끼고 있으며, 뫼즈강 유역 도시로는 유일한 독일의 대도시이다. 또한, 독일의 대도시 가운데 최서단에 위치해 있으며, 쾰른과 본으로부터 서쪽으로 61km 더 떨어져 있다. 남서쪽으로는 벨기에와, 북서쪽으로는 네덜란드와 접경한다. 세 국가의 국경이 만나는 삼합점이자 네덜란드에서 가장 높은 산인 팔제르베르크가 아헨 도시 최변방에 위치한다.
본래는 켈트족이 살던 지역이었으나 1세기경 고대 로마가 정복한 이래로 온천과 로마식 욕탕인 테르메가 들어서면서 유명해졌다. 5세기 즈음에 로마 세력이 약해진 이후 프랑크 왕국이 다스리는 지역이 되었으며, 메로베우스 왕조와 카롤루스 왕조를 거쳐 사람들이 모여들어 도시로 발전했다. 9세기 초엽, 카롤루스 대제 재위 시기에 아헨에 궁궐이 들어선 이후로 프랑크 왕국의 핵심 도시 중 하나로 부상하였으며, 매년 겨울마다 이곳에서 머물렀다는 기록이 있을 정도로 연고가 깊은 도시이다. 그 후 한 세대 뒤인 843년 베르됭 조약 체결 직후에는 중프랑크 왕국 국경도시였다가 870년 메르센 조약에 의해 동프랑크 왕국 소유가 된다. 신성 로마 제국이 결성된 이후로는 936년 오토 대제부터 1531년 페르디난트 1세까지 31명의 신성 로마 제국의 황제들의 대관식의 거행지가 되었으며, 프리드리히 바르바로사는 1166년 아헨을 자유제국도시로 삼는다. 1668년에는 프랑스와 스페인 사이에서 일어난 상속 전쟁을 종식시킨 엑스라샤펠 조약이 체결되었고 1748년에는 오스트리아 왕위 계승 전쟁을 종식시킨 엑스라샤펠 조약이 체결되었다.
독일 과학기술과 교육의 중심지 중 하나로 유럽에서도 손꼽히는 이공계 대학인 아헨 공과대학교가 설립돼 있고, 부속병원인 아헨 대학병원은 단일건물 병원으로서는 유럽 최대 규모를 자랑한다. 도시 산업은 과학, 공학, 정보기술이 대세이며, 2009년에는 독일 8위의 혁신도시로 선정되었다. 또한 아헨 시청은 유럽의 통합에 기여한 사람에게 수여하는 상인 카롤루스 대제상을 주관한다. 아헨 대성당은 대표적인 도시의 랜드마크로, 본래 카롤루스 대제가 아헨궁(宮)의 궁정 예배당으로 축조한 이 건물은 중세 카롤링거 르네상스 시기 건축학의 집대성으로 여겨진다. 이 대성당은 성당 금고와 함께 1978년, 세계 최초의 유네스코 세계 문화 유산 가운데 하나로 등재되었다.
아헨 근교에서 통용되는 방언은 리푸아리아어라는 중부 프랑코니아어군의 변종 언어로, 이웃나라 네덜란드 남부 지역에서 사용되는 림뷔르흐어의 영향을 강하게 받았다. 인접한 도시인 쾰른·마인츠와 함께, 아헨은 사육제가 열리는 주요 라인란트 도시 중 하나이다. 지역 특식으로 진저브레드의 일종인 아헤너 프린텐이 있어 제과 산업에서도 중요한 위치를 차지한다.
고전기부터 온천으로 이름을 떨친 도시였던 아헨은 현재도 풍부한 온천수와 광천수가 나와 독일에서 국가적으로 선정한 온천 도시이다. 이따금 독일에서 온천 도시에 붙는 접두어 바트(Bad)가 붙어 바트아헨(Bad Aachen)으로 지칭되기도 하지만 도시의 공식 명칭은 아니다.

## 어원
아헨(Aachen)이라는 이름은 고대 고지 독일어와 남부 독일어에서 그 어원을 찾아볼 수 있다. 고대 고지 독일어로 물과 시냇물을 나타내는 단어인 아하(ahha)와, 역시 남부 독일어로 강·시냇물을 뜻하는 아흐(Aach)에서 유래한 이름으로, 이는 라틴어로 물을 뜻하는 아쿠아에(Aquae)에 대응된다. 신석기 시대 이래로 아헨 지역은 대대로 온난한 광천으로 유명한 지역이었으며, 고대 로마에서는 이곳을 아쿠아에 그란니(Aquae Granni)라고 칭했다. 이 이름은 켈트족 전설 속에 등장하는 온천과 치유의 신 그란누스의 이름을 붙인 것이다.
언어에 따라서 다양한 형태로 불리는데, 왈롱어로는 아흐(Åxhe), 프랑스어로는 엑스(Aix)로 변형되어 불리다가 시간이 흘러 카롤루스 대제, 즉 샤를마뉴가 성당을 축조한 이후로는 엑스라샤펠(Aix-la-Chapelle)으로 바뀌었다.

## 지리

### 위치
아헨은 독일 영토에서 네덜란드와 벨기에 두 나라와 국경을 마주하는 서단부 지역에 자리잡고 있다. 이 지역 일대는 중부 유럽에 흐르는 큰 강 뫼즈강과 라인강이 형성하는 유역, 뫼즈-라인 유로리전 한가운데에 위치해 있으며, 부름강이 도시 근처의 계곡을 따라 아헨 시내를 가로질러 흐르고 있다. 부름강은 도시 북쪽으로 흘러 루르강과 합쳐진다. 또한 남쪽으로는 아이펠과 호에펜 고원을 접하고 있다.
도시 중심부에서 불과 6km 떨어진 자리에 네덜란드 소도시 팔스가 위치하고 있으며, 20km 이내에는 네덜란드 도시 헤이를런, 그리고 벨기에에서 가장 독일어 화자 인구가 많은 도시 오이펜이 있다. 독일 국내에서 아헨과 가까운 대도시로는 쾰른·뒤셀도르프·뒤스부르크·본·묀헨글라트바흐·크레펠트·레버쿠젠 등이 있고, 벨기에의 리에주와 네덜란드의 마스트리흐트·헤이를런·루르몬트와도 가깝다.
도시의 행정구역은 남북으로는 21.6km, 동서로는 17.2km에 걸쳐 뻗어 있다. 도시 경계 87.7km 가운데 23.8km는 벨기에, 21.8km는 네덜란드 국경에 접해 있다. 아헨에서 가장 해발고도가 높은 곳은 도시 남동쪽에 있으며 해발고도가 410m에 달한다. 반대로 해발고도가 가장 낮은 네덜란드 국경 인근은 해발고도가 125m이다. 상업 지구가 위치한 도심부의 해발고도는 175m이다.

### 기후
아헨은 독일에서 최서단에 위치한 도시로 쾨펜의 기후 구분으로는 서안 해양성 기후(Cfb)에 속한다. 습도가 높고, 여름이 온난하고 겨울에 너무 춥지 않아 기온차가 상대적으로 극심하지 않다. 편서풍대에 속하고 있으면서도 남쪽 기류로 인한 푄 현상이 잘 일어나는 고원 북쪽에 위치하고 있어 연평균 강수량은 약 669mm를 기록하는 본과 같은 근교 도시들보다 상대적으로 높은 약 805mm를 기록하고 있다.
도시 둘레로 언덕과 능선이 발달해 스모그가 생기기도 하며, 사람들의 활동이 잦고 지형상 열의 교환이 제대로 이루어지기가 어려워 일부 권역에선 열섬 현상이 일어나기도 한다. 시에서는 도시개발의 영향을 받지 않는 녹지와 통풍로를 구축하고 있으며, 도시의 기온을 유지하는 데 중요한 역할을 한다. 아헨에 자리잡은 여러 자연보호구역 역시 도시의 기후를 일정하게 유지시켜 주는 중기후 작용에 보탬이 되고 있다.
1월 평균 기온은 3.0 °C이며, 7월 평균 기온은 18.5 °C이다. 강수량은 전년에 걸쳐서 고루 분포되어 있어서 월별 격차가 크지 않다.
해양성 기후를 보유하고 있어 겨울에 상대적으로 춥지 않다. 연평균 최저 기온이 -9.22 °C로, USDA 식물 내한성 지도에 따르면 1991-2020년까지 아헨은 8b 지역에서 가장 추운 지역으로 꼽혔지만, 비슷한 위도에 자리잡은 캐나다 서스캐처원은 내륙에 있어 해양성 기후의 영향을 잘 받지 않아 아헨보다 훨씬 더 추운 3a 지역으로 분류된다.
| 1981–2010 기간 아헨 (Source: DWD)의 기후 | 1981–2010 기간 아헨 (Source: DWD)의 기후 | 1981–2010 기간 아헨 (Source: DWD)의 기후 | 1981–2010 기간 아헨 (Source: DWD)의 기후 | 1981–2010 기간 아헨 (Source: DWD)의 기후 | 1981–2010 기간 아헨 (Source: DWD)의 기후 | 1981–2010 기간 아헨 (Source: DWD)의 기후 | 1981–2010 기간 아헨 (Source: DWD)의 기후 | 1981–2010 기간 아헨 (Source: DWD)의 기후 | 1981–2010 기간 아헨 (Source: DWD)의 기후 | 1981–2010 기간 아헨 (Source: DWD)의 기후 | 1981–2010 기간 아헨 (Source: DWD)의 기후 | 1981–2010 기간 아헨 (Source: DWD)의 기후 | 1981–2010 기간 아헨 (Source: DWD)의 기후 |
| 월                                       | 1월                                      | 2월                                      | 3월                                      | 4월                                      | 5월                                      | 6월                                      | 7월                                      | 8월                                      | 9월                                      | 10월                                     | 11월                                     | 12월                                     | 연간                                     |
| ---------------------------------------- | ---------------------------------------- | ---------------------------------------- | ---------------------------------------- | ---------------------------------------- | ---------------------------------------- | ---------------------------------------- | ---------------------------------------- | ---------------------------------------- | ---------------------------------------- | ---------------------------------------- | ---------------------------------------- | ---------------------------------------- | ---------------------------------------- |
| 역대 최고 기온 °C (°F)                   | 16.2 (61.2)                              | 20.2 (68.4)                              | 23.1 (73.6)                              | 28.7 (83.7)                              | 32.8 (91.0)                              | 34.5 (94.1)                              | 36.7 (98.1)                              | 36.8 (98.2)                              | 32.2 (90.0)                              | 26.9 (80.4)                              | 22.1 (71.8)                              | 16.8 (62.2)                              | 36.8 (98.2)                              |
| 일평균 최고 기온 °C (°F)                 | 5.4 (41.7)                               | 6.2 (43.2)                               | 10.1 (50.2)                              | 14.1 (57.4)                              | 18.2 (64.8)                              | 20.8 (69.4)                              | 23.3 (73.9)                              | 23.0 (73.4)                              | 19.2 (66.6)                              | 14.8 (58.6)                              | 9.3 (48.7)                               | 5.9 (42.6)                               | 14.2 (57.6)                              |
| 일일 평균 기온 °C (°F)                   | 3.0 (37.4)                               | 3.2 (37.8)                               | 6.4 (43.5)                               | 9.5 (49.1)                               | 13.6 (56.5)                              | 16.2 (61.2)                              | 18.5 (65.3)                              | 18.0 (64.4)                              | 14.6 (58.3)                              | 11.0 (51.8)                              | 6.6 (43.9)                               | 3.7 (38.7)                               | 10.4 (50.7)                              |
| 일평균 최저 기온 °C (°F)                 | 0.7 (33.3)                               | 0.6 (33.1)                               | 3.2 (37.8)                               | 5.5 (41.9)                               | 9.2 (48.6)                               | 11.8 (53.2)                              | 14.1 (57.4)                              | 13.9 (57.0)                              | 11.2 (52.2)                              | 7.9 (46.2)                               | 4.3 (39.7)                               | 1.5 (34.7)                               | 7.0 (44.6)                               |
| 역대 최저 기온 °C (°F)                   | −16.4 (2.5)                              | −15.8 (3.6)                              | −9.9 (14.2)                              | −4.7 (23.5)                              | 0.4 (32.7)                               | 3.9 (39.0)                               | 5.8 (42.4)                               | 6.7 (44.1)                               | 3.8 (38.8)                               | −3.7 (25.3)                              | −7.6 (18.3)                              | −14.3 (6.3)                              | −16.4 (2.5)                              |
| 평균 강수량 mm (인치)                    | 68.1 (2.68)                              | 63.6 (2.50)                              | 67.0 (2.64)                              | 55.7 (2.19)                              | 72.0 (2.83)                              | 80.3 (3.16)                              | 75.2 (2.96)                              | 74.8 (2.94)                              | 69.2 (2.72)                              | 70.1 (2.76)                              | 66.1 (2.60)                              | 74.9 (2.95)                              | 836.8 (32.94)                            |
| 평균 월간 일조시간                       | 63.5                                     | 83.0                                     | 119.3                                    | 163.4                                    | 195.6                                    | 196.6                                    | 208.5                                    | 195.7                                    | 149.3                                    | 120.4                                    | 71.0                                     | 50.2                                     | 1,616.5                                  |
| 출처: Data derived from 독일 기상청      |                                          |                                          |                                          |                                          |                                          |                                          |                                          |                                          |                                          |                                          |                                          |                                          |                                          |

### 지질

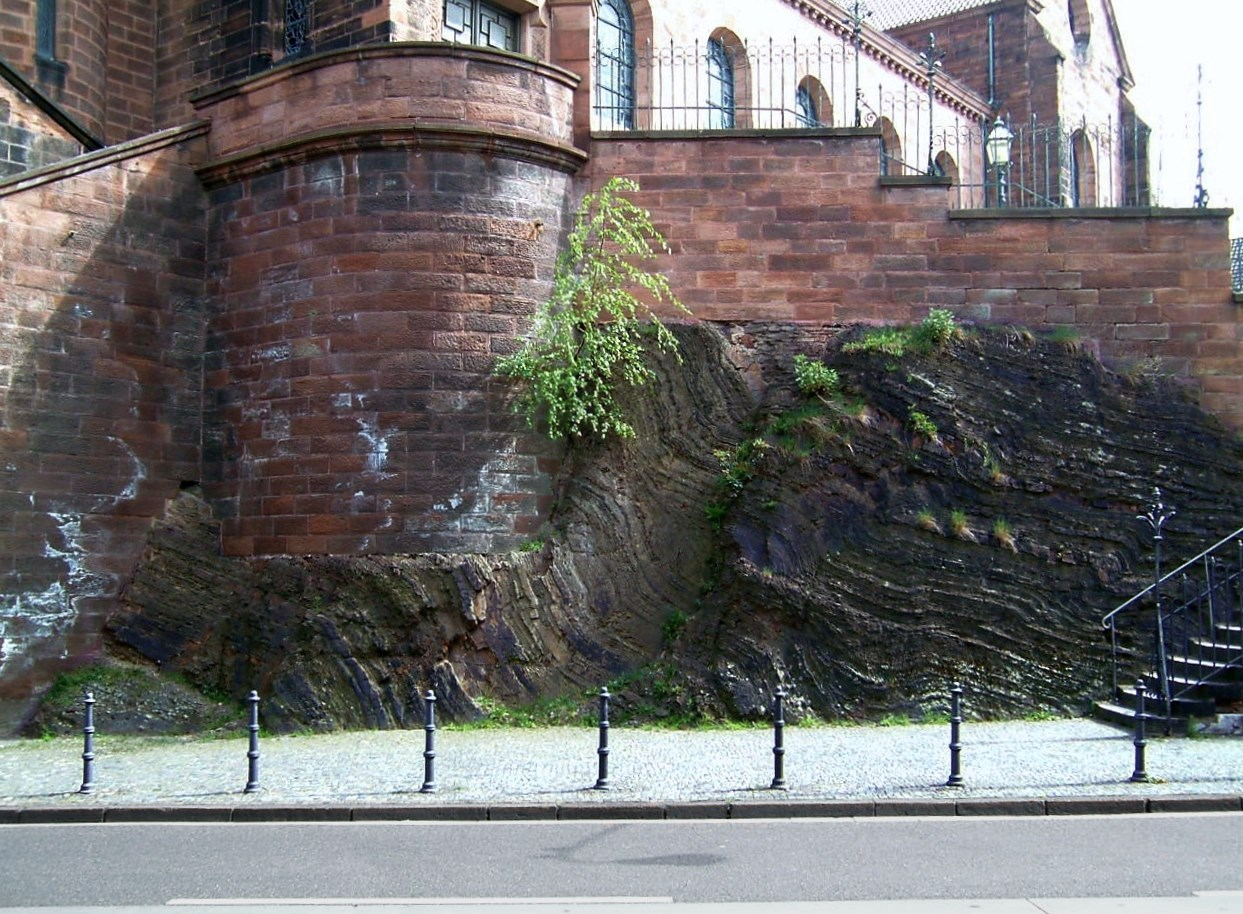
아헨 성 아달베르트 성당 밑으로 보이는 사암·점토암 지층

아헨 지역은 지질학적으로 독특한 구조를 보인다. 아헨 변두리의 지층에서 발견된 암석 중에는 멀게는 데본기까지 거슬러 올라가는 고암들이 있으며 석탄기에 형성된 사암·경사암·점토암 등도 발견된다. 이 암석들이 발견되는 지층은 아이펜 고원 북부에 자리잡은 라인대산괴의 일부분이다. 석탄기의 아기(亞紀) 가운데 하나인 펜실베이니아기에 바리스칸 조산운동으로 인해 지층이 압력을 받고 습곡이 형성되었으며, 그 후로 2억 년에 걸쳐서 지속적으로 풍화가 이루어지며 점차 평탄해졌다.
백악기 동안에는 북해가 지금의 아헨 인근 산악지대까지 침수해 들어와서 점토·모래·백악 등을 퇴적하기 시작한다. 오늘날 벨기에 레렌 지역에서 발달한 도예산업의 근간이 되는 점토는 대개 저지대에서 채취하지만, 아헨숲과 루스베르크 등 도시의 고지대에 해당하는 부분도 백악기 시대에 형성된 점토와 모래 지층 위에 생겨난 것이다. 그 후로도 퇴적 작용은 이루어져서, 제3기와 제4기에 걸쳐 아헨 북동부 지역에도 강류와 바람의 운반을 통한 퇴적물이 생겨난다.
아헨 부어트샤이트 지역에는 부르바리스칸 조산운동을 통해 생긴 대규모 충상단층을 따라서 생겨난 온천이 30여개 정도가 있다. 또, 지하로는 루르그라벤 단층계에 속하는 복수의 활성단층이 깔려 있다. 이 단층계에 속하는 활성단층들은 1756년 뒤렌 지진과 1992년 네덜란드 최대 규모 지진 가운데 하나였던 루르몬트 지진 등, 수많은 대규모 지진을 일으켰다.

## 자매 도시
- 체코 클라드노

## 같이 보기
- 엑스라샤펠 조약 (1668년)
- 마스트리흐트 아헨 공항

## 참고 문헌
- Munro, David, 편집. (1995). 〈Aachen (Aix-la-Chapelle)〉. 《The Oxford Dictionary of the World》. Oxford, UK: Oxford University Press. ISBN 0-19-866184-3.
- Mielke, Rita (2013). “History of Bathing”. 《City of Aachen》. 2014년 2월 17일에 원본 문서에서 보존된 문서. 2014년 2월 9일에 확인함.